# Mion Mukaichi
Mion Mukaichi (向井地 美音 Mukaichi Mion?,  Prefectura de Saitama, Japón, 29 de enero de 1998) es una Idol, cantante y actriz japonesa. Es conocida por ser miembro del grupo femenino AKB48, donde forma parte del Equipo K.

## Biografía

### Primeros años
Mukaichi nació el 29 de enero de 1998 en la prefectura de Saitama, Japón. Jugó tenis desde su primer año de escuela primaria hasta su tercer año de secundaria. Antes de unirse a AKB48, Mukaichi se desempeñana como actriz infantil afiliada a la agencia de talentos Central G, sin embargo, se retiró de sus actividades profesionales en 5.º grado para concentrarse en sus estudios. Tras ingresar a la escuela secundaria, fue entonces representada por la agencia Ii Concept. En su carrera como actriz, ha aparecido en varios dramas televisivos y películas, tales como Unfair y Unfair: The Movie.
En enero de 2013, Mukaichi participó en la décima quinta audición de AKB48 y fue aceptada, uniéndose al grupo como miembro aprendiz.

### AKB48
En febrero de 2014, durante el Daisokaku Matsuri, Mukaichi fue promovida al Equipo 4. En abril de ese mismo año, fue seleccionada como center para la canción Heavy Rotation tras haber sido nominada por Yūko Ōshima, quien estaba en proceso de graduarse del grupo. También protagonizó el drama Sailor Zombie como un papel invitado en el episodio 2. Mukaichi también fue seleccionada para cantar la canción número 38 del grupo, Kibouteki Refrain, siendo su primera vez interpretando este rol.
En 2015, Mukaichi apareció en la película Unfair: The End, la parte final de la serie Unfair. El productor, quien no sabía que Mukaichi se había unido a AKB48, comentó que el papel de Mukaichi era uno importante y que incluso si había abandonado la industria del entretenimiento, querría que Mukaichi volviera para dicho papel.
Mukaichi nuevamente ocupó la posición de center en el 44° sencillo del grupo, Tsubasa wa Iranai, el cual fue lanzado el 1 de junio de 2016.

## Filmografía

### Televisión
- Toshiie and Matsu (2002)
- Wedding Planner (2002) como Hija de Yumi
- Unfair (2006) como Sato Mio
- Iryu (2006) como Fujiyoshi Juri
- Papa no Namida de Ko wa Sodatsu (2007) como Kawamura Kaya
- Flight Panic (2007)
- Hataraki Man (2007)
- Sailor Zombie (2014) como Giant zombie (Ep. 2)
- Majisuka Gakuen 5 (2015) como Jisedai (Team Hinabe)
- AKB Horror Night: Adrenaline's Night Ep.21 - Big Sister (2015) como Ikuko
- Gekijōrei Kara no Shōtaijō Episode 8 (2015) como Mayu Izumi
- AKB Love Night: Love Factory Ep.37 - Dangerous Two-seaters (2016) como Mirai
- Crow's Blood (2016) como Nami Katayama
- Kyabasuka Gakuen (2016) como Jisedai (Fugu)
- Tofu Pro-Wrestling (2017) como Mion Mukaichi/Strawberry Mukaichi, Blackberry Mukaichi

### Películas
- Bayside Shakedown 2 (2003) como Rikako
- Unfair: The Movie (2007) como Sato Mio
- Gegege no Kitaro: Kitaro and the Millennium Curse (2008) como Haruka
- Twilight Syndrome - Dead Go Round (2008)
- Unfair: The End (2015) como Sato Mio

### Show de variedades
- SMAP X SMAP (2005)
- AKBingo! (2013–presente)
- AKB48 no Anta Dare? (2013-presente)
- Ariyoshi AKB Kyowakoku (2014-2016)
- AKB Nemousu TV (2014–presente)
- AKB de Arubaito (2014)
- AKB Shirabe (2014-2015)